# میتسورو مانشو
میتسورو مانشو (انگلیسی: Mitsuru Mansho؛ زادهٔ ۱۶ آوریل ۱۹۸۹) بازیکن فوتبال اهل ژاپن است.